# Anna Gordijewska
Anna Gordijewska (ur. 1960) – ukraińska dziennikarka polskiej narodowości mieszkająca we Lwowie. Ukończyła studia na wydziale dziennikarstwa  Ukraińskiej Akademii Drukarstwa oraz Podyplomowe Studium Komunikowania Społecznego i Dziennikarstwa na Katolickim Uniwersytecie Lubelskim (1995-1997). 
W przeszłości pracowała w Radiu Lwów. Od 2013 roku jest dziennikarzem Kuriera Galicyjskiego. Współpracuje także z kanałem TVP Polonia przy realizacji magazynu Studio Lwów.

## Odznaczenia
- Zasłużony dla Kultury Polskiej (2007)
- Złoty Krzyż Zasługi (2018)